# Sexart
Sexart — американская рок-группа, сформированная в 1991 году. Группа наиболее известна тем, что в ней пел Джонатан Дэвис до того, как его услышали гитаристы Korn во время выступления Sexart в одном из баров Бейкерсфилда. Дэвид Де Ру играл на бас-гитаре, Рэй "Чака" Солис и Райан Шак на гитарах, а Денис Шинн был на ударных. Тай Элам из Cradle of Thorns пел с группой некоторое время. Он исполнил дополнительную вокальную партию на «Inside», единственном выпущенном треке Sexart, который позже вошел в местный сборник Cultivation '92. После ухода Джонатана Дэвиса в начале 1993, группа воссоединилась в октябре 1993 с новым вокалистом Брайаном Армером из Brother From Another Mother. Группа снова распалась в феврале 1994 из-за конфликта внутри коллектива. После переезда в Хантингтон Бич в 1996 группа снова была восстановлена под названием Supermodel с новым вокалистом, бывшим участником L.A.P.D., Ричардом Моррилом. После очередного воссоединения Sexart недолго просуществовала из-за многочисленных разногласий внутри группы. Хотя Sexart  записывали песни в таком же стиле, в каком потом играли Korn, создателями жанра ню-метал часто называют всё же Korn.

## После Sexart
Элам продолжил играть в группе Cradle of Thorns, которая потом подписала контракт с лейблом Elementree Records, принадлежащим Korn. Брайан Армер в 1995 сформировал готик-метал-группу Glass Cut Eternity. Шак, также подняв старые связи, присоединился к группе Orgy, подписавшей контракт с D1 Music. Рэй Солис и Дэвид Де Ру, вместе с бывшим вокалистом L.A.P.D. Ричардом Моррелом, сформировали группу Supermodel и играли вместе, пока внутренний конфликт не стал причиной разрыва. В 1996, Де Ру и Солис вернулись в Бейкерсфилд и воссоединились с Брайаном Армером в группе Juice. Juice распались в 1999 из-за творческих разногласий. Дэвид Де Ру, вместе со своим коллегой по Juice Тимом Флаки, присоединился к Марку Чавезу (сводному брату Джонатана Дэвиса) в Adema.
Гитарист Sexart Райан Шак пытался судиться с Джонатаном Дэвисом, когда в одноименный альбом Korn вошла песня «Blind». Ни Шак, ни барабанщик Деннис Шинн не были упомянуты в буклете, несмотря на их участие в создании песни. Части песни, написанные Де Ру и Солисом не вошли в версию песни, вышедшей на альбоме Korn.

## Состав
- Джонатан Дэвис — вокал (1990—1993) (Korn)
- Брайан Армер — вокал (1993—1994) (Glass Cut Eternity, ex-Brother From Another Mother, ex-Juice, ex-My Beautiful Secret)
- Ричард Моррил — вокал (1996) (ex-L.A.P.D., ex-ESex)
- Рэй "Чака" Солис — гитара (ex-Juice)
- Райан Шак — гитара (Orgy, Julien-K, Dead by Sunrise)
- Дэйв Де Ру — бас-гитара (Adema, ex-Juice)
- Деннис Шинн — ударные (The Drug)

## Дискография
Sexart так и не подписали контракта с каким-либо звукозаписывающим лейблом, хотя записали около 20 песен, которые никогда не были выпущены. Единственной официально выпущенной песней группы остается «Inside». Песня вошла в сборник Cultivation '92, тираж которого был распродан полностью.
Песня Korn «Blind» изначально была написана в Sexart, но позднее была переделана и перезаписана Korn для своего дебютного альбома.